# اشکیک
اشکیک، دهستانی است از توابع بخش مرکزی شهرستان خمام در استان گیلان ایران و در کیلومتر ۵ جاده رشت به انزلی واقع شده‌است.

## جمعیت
دهستان اشکیک براساس سرشماری مرکز آمار ایران در سال ۱۳۸۵، جمعیت آن ۱،۹۰۵ نفر (۵۲۸خانوار) بوده‌است.

## جاذبه های گردشگری
- بازار الگویی ماهی فروشان رشت

این بازار که نخستین بازار الگویی در شمال کشور است.
این بازار سه طبقه، مختص به ماهی های پرورشی است و عمده فروشان از استان های مختلف و کشور های همسایه از جمله عراق و سوریه ماهی خود را از این بازار تهیه می کنند.
- مجموعه قصربازی رشت

این مجموعه اولین پارک های تفریحی سرپوشیده شمال کشور محسوب می شود.
- مرکز تجاری تفریحی سیتادیوم رشت

مرکز تجاری تفریحی سیتادیوم رشت بزرگترین مرکز تجاری تفریحی شمال کشور با امکانات فرهنگی، ورزشی و برترین برند های روز کشور است که در سال 1403 فاز اول آن افتتاح خواهد شد.